# Кермит (Техас)
Кермит (англ. Kermit) — город в США, расположенный в западной части штата Техас, административный центр округа Уинклер. По данным переписи за 2010 год число жителей составляло 5708 человек, по оценке Бюро переписи США в 2015 году в городе проживало 6434 человека.

## История

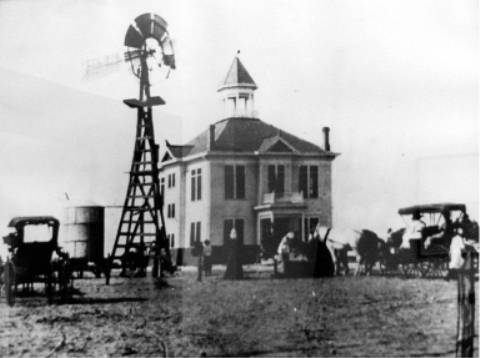
Старое здание суда округа Уинклер в Кермите, 1910 год

Кермит был создан незадолго до создания округа Уинклер в 1910 году и сразу стал его административный центром. Город получил своё название в честь одного из сыновей Теодора Рузвельта, Кермита, который незадолго до этого приезжал на ранчо T Bar Ranch поохотиться. Засуха, начавшаяся в 1916 году, заставила многих жителей покинуть город и к 1924 году в поселении осталась жить всего одна семья. 16 июля 1926 года в регионе была найдена нефть и в городе начался бум. 4 марта 1929 года в город пришла железная дорога Texas-New Mexico Railway.
15 февряла 1938 года жители приняли устав города и проголосовали за введение местного самоуправления. Город продолжал расти, хотя плоская местность создавала условия для затопления во время дождей. В 1966 году город перевёз последнюю деревянную нефтяную вышку в Пермском бассейне в парк Pioneer Park как знак важности нефтяной отрасли для города и региона.

## География
Кермит находится в центральной части округа, его координаты: 31°51′14″ с. ш. 103°05′32″ з. д..
Согласно данным бюро переписи США, площадь города составляет около 6,5 км2, полностью занятых сушей.

### Климат
Согласно классификации климатов Кёппена, в Кермите преобладает аридный климат жарких пустынь (Bwh).
| Показатель                    | Янв.  | Фев.  | Март  | Апр. | Май  | Июнь | Июль | Авг. | Сен. | Окт. | Нояб. | Дек.  | Год   |
| ----------------------------- | ----- | ----- | ----- | ---- | ---- | ---- | ---- | ---- | ---- | ---- | ----- | ----- | ----- |
| Абсолютный максимум, °C       | 31,1  | 33,3  | 36,1  | 40   | 44,4 | 47,2 | 45,6 | 45,6 | 42,8 | 40,6 | 34,4  | 30,6  | 47,2  |
| Средний суточный максимум, °C | 15,4  | 18,3  | 22,6  | 27,7 | 32,2 | 35,9 | 35,9 | 35,3 | 31,8 | 26,9 | 20,2  | 16,2  | 26,6  |
| Средняя температура, °C       | 6,9   | 9,5   | 13,6  | 18,7 | 23,6 | 27,9 | 28,7 | 28   | 24,4 | 18,7 | 11,6  | 7,6   | 18,3  |
| Средний суточный минимум, °C  | −1,6  | 0,7   | 4,6   | 9,6  | 15,1 | 19,9 | 21,4 | 20,7 | 16,9 | 10,5 | 3     | −1,2  | 9,9   |
| Абсолютный минимум, °C        | −25,6 | −21,1 | −12,8 | −6,7 |      | 7,2  | 13,9 | 13,3 | 0,6  | −5,6 | −17,8 | −16,7 | −25,6 |
| Норма осадков, мм             | 12    | 11    | 12    | 18   | 33   | 39   | 46   | 38   | 39   | 39   | 12    | 10    | 309   |
| Источник: weatherbase.com     |       |       |       |      |      |      |      |      |      |      |       |       |       |

## Население
Согласно переписи населения 2010 года в городе проживало 5708 человек, было 2083 домохозяйства и 1535 семей. Расовый состав города: 70,8 % — белые, 2,5 % — афроамериканцы, 1,1 % — коренные жители США, 0,3 % — азиаты, 0,0 % (0 человек) — жители Гавайев или Океании, 22,3 % — другие расы, 2,9 % — две и более расы. Число испаноязычных жителей любых рас составило 58,6 %.
Из 2083 домохозяйств, в 42,2 % живут дети младше 18 лет. 54,2 % домохозяйств представляли собой совместно проживающие супружеские пары (25,3 % с детьми младше 18 лет), в 13,6 % домохозяйств женщины проживали без мужей, в 6 % домохозяйств мужчины проживали без жён, 26,3 % домохозяйств не являлись семьями. В 23,1 % домохозяйств проживал только один человек, 10,4 % составляли одинокие пожилые люди (старше 65 лет). Средний размер домохозяйства составлял 2,74 человека. Средний размер семьи — 3,23 человека.
Население города по возрастному диапазону распределилось следующим образом: 32,8 % — жители младше 20 лет, 24 % находятся в возрасте от 20 до 39, 31 % — от 40 до 64, 12,2 % — 65 лет и старше. Средний возраст составляет 34,1 года.
Согласно данным опросов пяти лет с 2011 по 2015 годы, средний доход домохозяйства в Кермите составляет 54 745 долларов США в год, средний доход семьи — 58 625 долларов. Доход на душу населения в городе составляет 21 803 доллара. Около 10,9 % семей и 14,6 % населения находятся за чертой бедности. В том числе 17,4 % в возрасте до 18 лет и 15,5 % в возрасте 65 и старше.

## Местное управление
Управление городом осуществляется избираемыми мэром и городским советом, состоящим из пяти человек, каждый из которых выбирается по округам.

## Инфраструктура и транспорт
Через Кермит проходят автомагистрали штата Техас 18, 115 и 302.
Ближайшим аэропортом, выполняющим коммерческие пассажирские рейсы, является международный аэропорт Мидленда. Аэропорт находится примерно в 95 километрах к востоку от Кермита.

## Образование
Город обслуживается независимым школьным округом Кермит.

## Экономика
Согласно финансовому отчёту города за 2015 отчётный год, Кермит владел активами на сумму $7,87 млн., долговые обязательства города составляли $4,88 млн. Доходы города в 2015 году составили $3,08 млн., а расходы $2,3 млн.

## Отдых и развлечения
В сентябре в городе проходит ежедневный фестиваль Kermit Celebration Days.

## Город в популярной культуре
- Кермит является родным городом Мередит Гордон, одной из героинь телесериала «Герои» компании NBC.
- По сценарию, в Кермите располагался дом, в котором остановились Амелия и Сэм из сериала «Сверхъестественное».